# Gérard D. Laflaque
 (avril 2008).
Si vous disposez d'ouvrages ou d'articles de référence ou si vous connaissez des sites web de qualité traitant du thème abordé ici, merci de compléter l'article en donnant les références utiles à sa vérifiabilité et en les liant à la section « Notes et références ».
Gérard D. Laflaque un personnage de fiction de Serge Chapleau originellement publié dans les années 80. Sa première apparition à la télévision fut en 1978 sous forme du moulage de caoutchouc de sa tête, vu sur une tablette lors d'une entrevue animée par un très jeune Christian Daigle (aujourd'hui connu sous le nom de Fleg), lors d'un épisode l'émission-jeunesse Télé-Jeans. Dans celle-ci, Chapleau dit vouloir sortir du monde du dessin parce que l'animation de marionnettes permet de retenir l'attention du spectateur plus longuement qu'une caricature de journal. Il dit aussi que le projet a impliqué la création d'une nouvelle recette de caoutchouc.
De 1982 à 1983, la série La minute à Laflaque (en émissions de 60 secondes) est diffusée sur les ondes de Radio-Québec (aujourd'hui Télé-Québec). Un album 33 tours est publié en 1983 par Kébec-Disc, ainsi que le 45 tours La flaqua danse musique. Quelques années plus tard, il est apparu dans au moins trois pubs du beurre d'arachides Kraft.
Après une très longue absence de la télévision, Laflaque revient à partir de 2004 dans la série Et dieu créa... Laflaque, un dessin animé en images de synthèse tridimensionnelles, le dimanche soir à 19h30 à la Télévision de Radio-Canada (SRC). Celle-ci change son nom à ICI Laflaque à partir de la saison 11. Il y est l'animateur d'un journal d'actualité et de politique dans lequel de nombreuses personnalités politiques sont caricaturées, dont Paul Martin, Jacques Parizeau, André Boisclair, Stephen Harper, etc. Durant les premières saisons, il travaille avec d'autres collaborateurs dont Sarah Laurie-Joly, Christopher Hall¸ et plusieurs autres. Durant la saison 11, il collabore avec Céline Galipeau (une caricature de celle-ci) et Laurence la copine de son fils.

## Doubleurs
La voix de Laflaque n'a eu qu'un seul interprète, Serge Chapleau lui-même. À partir de 2016, le personnage est doublé par Pierre Brassard.